# بگزاروتن
بگزاروتن (انگلیسی: Bexarotene) یک عامل ضد سرطانی (ضد سرطان) است که برای درمان لنفوم سلول T پوستی (CTCL) استفاده می‌شود. این ماده یک رتینوئید نسل سوم است.

## کاربرد پزشکی
بگزاروتن برای درمان تظاهرات پوستی لنفوم سلول T پوستی در افرادی که حداقل به یک درمان سیستمیک قبلی (خوراکی) مقاوم هستند و برای درمان موضعی ضایعات پوستی در بیماران مبتلا به CTCL که پس از دیگری بیماری مقاوم یا پایدار دارند، نشان داده می‌شود.  درمان‌ها یا کسانی که درمان‌های دیگر را تحمل نکرده‌اند (موضعی).
این دارو برای سرطان ریه سلول غیر کوچک و سرطان سینه بدون برچسب استفاده شده است.

## موارد منع مصرف
- حساسیت مفرط به ماده فعال یا هر یک از مواد کمکی موجود در آماده سازی (ها).
- بارداری و شیردهی
- زنان بالقوه باروری بدون اقدامات موثر پیشگیری از بارداری
- سابقه پانکراتیت
- کلسترول خون کنترل نشده
- هیپرتری گلیسیریدمی کنترل نشده
- هیپرویتامینوز A
- بیماری تیروئید کنترل نشده
- نارسایی کبدی
- عفونت سیستمیک مداوم

## عوارض جانبی
به طور کلی شایع‌ترین عوارض جانبی واکنش‌های پوستی (عمدتا خارش و بثورات پوستی)، لکوپنی، سردرد، ضعف، ناهنجاری‌های تیروئید (که به نظر می‌رسد با کاهش هورمون محرک تیروئید با واسطه RXR ایجاد می‌شوند) و ناهنجاری‌های چربی خون مانند هیپرکلسترولمی (بالا بودن خون) هستند.  کلسترول) و هیپرلیپیدمی، کم کاری تیروئید.

## تداخلات دارویی
غلظت پلاسمایی آن ممکن است با درمان همزمان با مهارکننده‌های CYP3A4 مانند کتوکونازول افزایش یابد.  همچنین ممکن است CYP3A4 را القا کند، و بنابراین، سوبستراهای CYP3A4 مانند سیکلوفسفامید ممکن است غلظت پلاسمایی آنها کاهش یابد. به همین ترتیب مصرف آب گریپ فروت ممکن است غلظت پلاسمایی بگزاروتن را افزایش دهد و در نتیجه اثرات درمانی آن را تغییر دهد.

## مکانیسم عمل
بگزاروتن یک رتینوئید است که به‌طور انتخابی گیرنده‌های رتینوئید X (RXR) را فعال می‌کند، برخلاف گیرنده‌های اسید رتینوئیک، هدف اصلی دیگر رتینوئیک اسید (شکل اسیدی ویتامین A). با انجام این کار باعث تمایز سلولی و آپوپتوز می شود و از ایجاد مقاومت دارویی جلوگیری می کند. همچنین دارای اثرات ضد رگ زایی است و متاستاز سرطان را مهار می کند.  گیرنده های رتینوئیک اسید (RARs) تمایز و تکثیر سلولی را تنظیم می کنند در حالی که RXR ها آپوپتوز را تنظیم می کنند.